# Francis Bacon (umjetnik)
 Ovo je glavno značenje pojma Francis Bacon (umjetnik). Za druga značenja pogledajte Francis Bacon.
Francis Bacon (28. listopada 1909. – 28. travnja 1992.) je najslavniji engleski slikar 20. st. Kao istaknuti predstavnik nove figuracije, Francis Bacon se ubraja u najoriginalnije umjetnike europskoga slikarstva povezanoga uz ekspresionističku tradiciju. Povjesničar umjetnosti, Robert Hughes ga je opisao kao „najneumoljivijeg lirskog umjetnika 20. stoljeća u Engleskoj”, a možda i u svijetu, te zajedno s de Kooningom, kao „najvažnijeg slikara uznemirujućih ljudskih figura 1950-ih godina”.

## Životopis
Francis Bacon je rođen u Dublinu od engleskih roditelja i već s 15 godina odlazi od doma i živi sam u Londonu. Nakon boravka u Berlinu i Parizu vraća se u London 1928. godine kao dizajner interijera. Lutao je dugo kao boem, kockar, homoseksualac i dizajner. Kasnije je objasnio odgađanje svoje umjetničke karijere jer ga nijedna tema nije mogla dovoljno dugo zaokupirati
Usprkos svojim egzistencijalističkim pogledima, Bacon je bio veoma karizmatična, govorljiva i načitana osoba. Plodan umjetnik koji je večeri provodio u jelu, piću i kockanju u londonskom Sohou s brojnim istomišljenicima kao što je Lucian Freud. Nakon samoubojstva njegova ljubavnika, Georgea Dyera, 1971. godine, njegova umjetnost postaje trezvenija, introspektivnija i okupirana prolaznošću vremena i smrću.
Njegove slike su bile jako cijenjene još za njegova života. God. 1976. Baconova slika na aukciji u New Yorku je plaćena 140.000 dolara, dok je u svibnju 1990. Baconov triptih Svibanj-lipanj prodan za 6,27 milijuna američkih dolara. Nakon Baconove smrti 1992. god., dok je bio na odmoru u Madridu, cijena njegovih djela počela je naglo rasti. Već 2008. godine njegov maleni triptih iz 1976. prodan je za više od 80 milijuna $, dok je u studenom 2013. godine, još jedan slučaj dosegnula rekordnu cijenu. Naime, njegova slika iz 1969. godine, naziva Tri studije Luciana Freuda prodana je u aukcijskoj kući Christie’s za nevjerojatnih 142,4 milijuna dolara, postavši tako najskuplja slika prodana na aukciji.

## Djela
Nakon početnog neuspjeha izložbe iz 1933. god., Bacon je napustio slikarstvo na gotovo desetljeće i vraća mu se tek u ratom srušenom Londonu 1943. god. Tri studije za figure ispod raspela iz 1944. godine je prvo njegovo zrelo djelo i sam Bacon je otpisao sva svoja djela prije ovoga. Njegove apstraktne figure su obično izdvojene u staklenim ili metalnim kavezima nasuprot plošne i neopisujuće pozadine. Bacon je rekao kako slike vidi „u serijama”, te je obično određeno razdoblje slikao izdvojenu figuru i to često kao diptih ili triptih, stvarajući tako serije varijacija jednog motiva. To su bile Picassom inspirirane slike 1930-ih, izolirane muške glave u sobama ili geometrijskim konstrukcijama 1940-ih, vrišteće pape i životinje 1950-ih i različite verzije prizora raspeća ranih 1960-ih i portreta prijatelja i poznanika kasnih 1960-ih.
Po snazi kojom je svom osjećanju tjeskobe davao vizualnu formu, nijedan od umjetnika dvadesetog stoljeća nije se mogao mjeriti s Baconom, osim možda Rouaulta. Bacon je često od drugih slikara preuzimao svoj likovni jezik, slobodno kombinirajući različite izvore inspiracije i transformirajući ih kako bi u njih utisnuo novo značenje. Glava okružena goveđim polutkama odražava Baconovu opsesiju Velasquezovim djelom Portretom pape Inocenta X. koja ga je intenzivno zaokupljala nekoliko godina. Ovdje, naravno, ne vidimo više papu Inocenta X. nego duh koji vrišti (za šta go je nadahnuo prizor iz filma Sergeja Ejzenštajna „Aleksandar Nevski“) izranjajući iz tame u pratnji dvaju svjetlećih goveđih polutki preuzetih od Rembranta. Znamo da nam porijeklo slike ne pomaže da je razumijemo. Ne pomaže nam ni usporedba s njegovim ranijim djelima, kao što je Grünewaldovo Pribijanje na Križ, Füsslijeva,Noćna mora, Ensorov Kristov ulazak u Bruxelles 1889. godine ili Munchov Krik, koja su prethodila ovoj slici. Bacon je bio čovjek koji je riskirao i u životu i u načinu rada. Tražio je slike koje, prema njegovim riječima, otvaraju dublje mogućnosti čula. Tako se natječe s Velasquezom, ali po svojim pravilima, a to je uspostavljanje gotovo nepodnošljive napetosti između šokantne žestine osobne vizije i svijetleće ljepote svog slikarskog kista.